# Никити
Никити (грч. Νικήτη) је градић (летовалиште) у Грчкој у општини Ситонија, периферија Средишња Македонија. Административни центар је општине Ситонија. Према попису из 2021. било је 2.845 становника.

## Географија
Никити се налази на 98 км од Солуна, на јужној обали полуострва Халкидики, између Касандре и Ситоније. Град је сачувао свој стари део који као и многа друга приморска села у овим местима се налази на самој обали, ушушкан између два брда. Нови део града се налази испод пута, магистрале, уз обалу и то је туристички део насеља, где се налазе хотели, плаже, рибарска лука и марина.

## Туризам
Халкидики је популарна летња туристичка дестинација од касних 1950-их када су људи из Солуна почели да проводе летњи одмор у приморским селима као што је Никити. На почетку се туристима изнајмљују собе у кућама сељана. До 1970-их туристи из Аустрије и Немачке су почели да чешће посећују Никити. Од 1980-их почео је велики туристички бум.
Насеље има малу луку и већи број ресторана и таверни као и неколико хотела.

## Становништво
Преглед становништва у свим пописним годинама од 2001. до данас:
| Година       | 2001 | 2011 | 2021 |
| ------------ | ---- | ---- | ---- |
| Становништво | 2769 | 2446 | 2845 |

## Галерија
- Лука у Никити ноћу.

- Кућа у Никити
- Кућа у Никити
- Kућа у старом делу града
- Очувана кућа из 1930. г.
- Ресторан из 1901. г.
када је то била локална кафана

- Кућа у етно стилу
- Дрвена капија са каменим зидовима
- Уличица
- Хотел Porfi Beach на ободу насеља